# Ленгберг
Ленгберг (на немски: Lengberg) е средновековен замък в Австрия.
Намира се в Източен Тирол, и е разположен на невисок хълм в северната част на долината на река Драва. Първото споменаване на замъка е през 1190 г.
По време на земетресение през 1976 г. сградата понася сериозни щети, поради което се налага извършването на ремонтни работи.
От средата на 70-те години на 20 век се използва като младежки център.

## Археологически находки
По време на ремонтните работи в замъка, дъските на пода са разкрити и архитектите откриват уникални вещи, силно пострадали от времето, но послужили за доказателство, че някои детайли от женския тоалет са носени стотици години по-рано, отколкото се е смятало дотогава в кръговете на специалистите по история на облеклото.
По-точно, археолозите откриват най-стария запазен сутиен.
Беатрикс Нуц от университета в Инсбрук, която открива редките артефакти, споделя, че първоначално се е натъкнала на недоверие спрямо находката си, но по-късно е направен радиовъглероден анализ и изработката на бельото от XV век е установена безпогрешно (ушито е в периода между 1440 и 1485 г.).
Смята се, че артефактите са случайно оставени, когато през 1480 г. е извършено разширяване на зданието. Намерени са общо около 2700 фрагмента средновековен текстил. Вещите са били загърнати в одеяло. По мнението на историци, откритието е голяма находка в историята на женското облекло.